# Notch-signalering

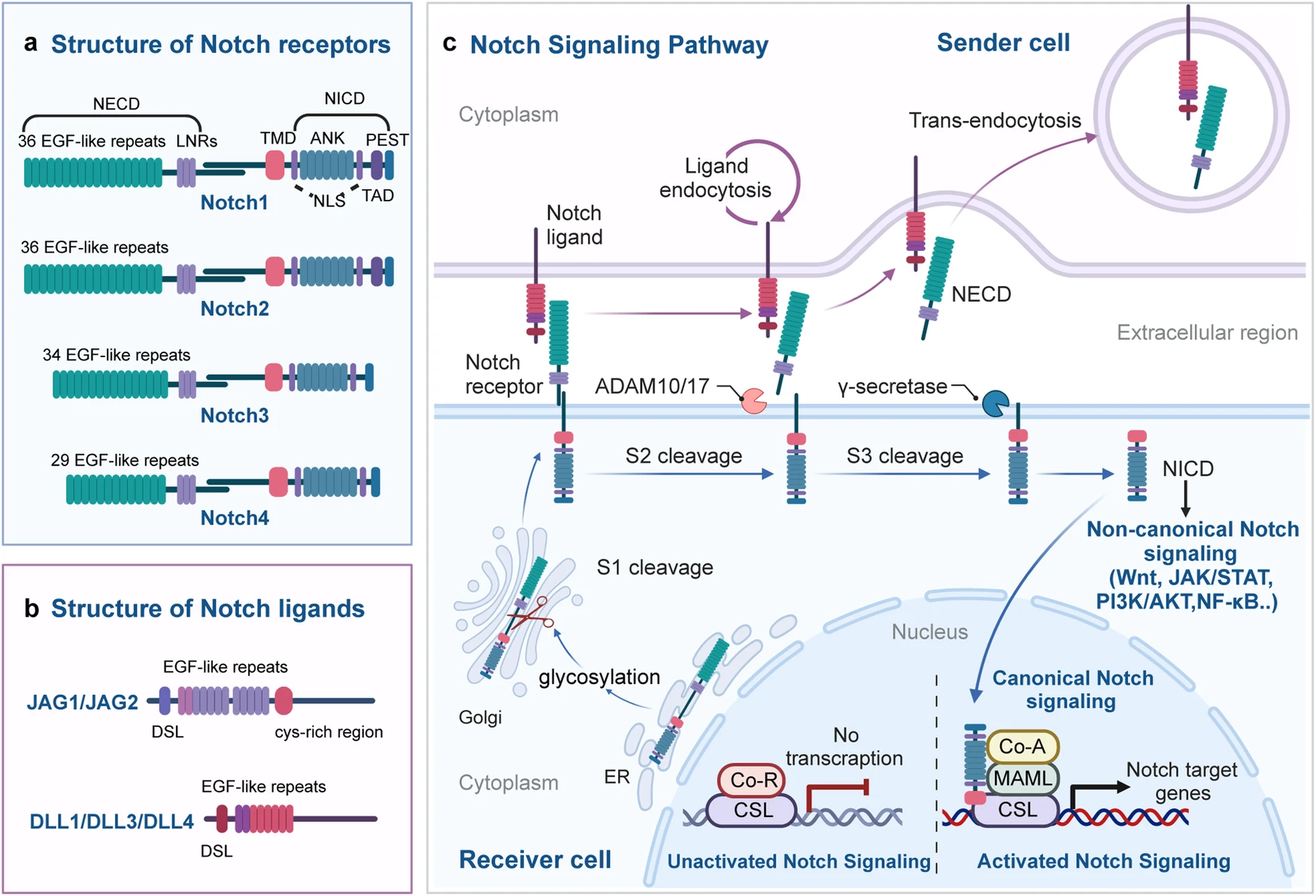
Notch-signalering overzicht.

Notch-signalering speelt een aanzienlijke rol gedurende de embryonale ontwikkeling van alle dieren, de Metazoa. Het is verantwoordelijk voor verschillende signalen die tot celdifferentiatie en morfogenese leiden. De signalering regelt ook de homeostase van organen en weefsels en is evolutionair gezien erg oud en goed geconserveerd. De Notch-signalering is gebaseerd op de interactie tussen Notch-receptoren en -liganden die beide transmembraaneiwitten zijn.  Zodra deze zich met elkaar binden ontstaat er een mechanische trekkracht zodanig dat er een intracellulaire signaaltransductie in gang gezet wordt. Dit in tegenstelling tot de meeste andere ligand-receptor systemen waarbij de ligand in de intercellulaire ruimte diffundeert. Om de signaaltransductie te kunnen induceren moeten in dit geval de cellen dus dicht bij elkaar in de buurt zitten. De signaaltransductie mondt uit in de modulatie van genexpressie in de cel, waardoor deze zich bijvoorbeeld differentieert en migreert of daar juist mee stopt.

## Geschiedenis
De naam van de Notch-receptor komt voort uit de ontdekking door Thomas Hunt Morgan in 1917 van de allelen die verantwoordelijk zijn voor een mutatie bij Drosophila melanogaster. Deze mutatie manifesteerde zich als een inkeping - a notch in het Engels - in de vleugel van dit bananenvliegje. Wordt er afgeweken van het normale reactiepad dan kunnen zich allerlei genetische afwijkingen en kwaadaardige ziekten voordoen.

## Mechanisme

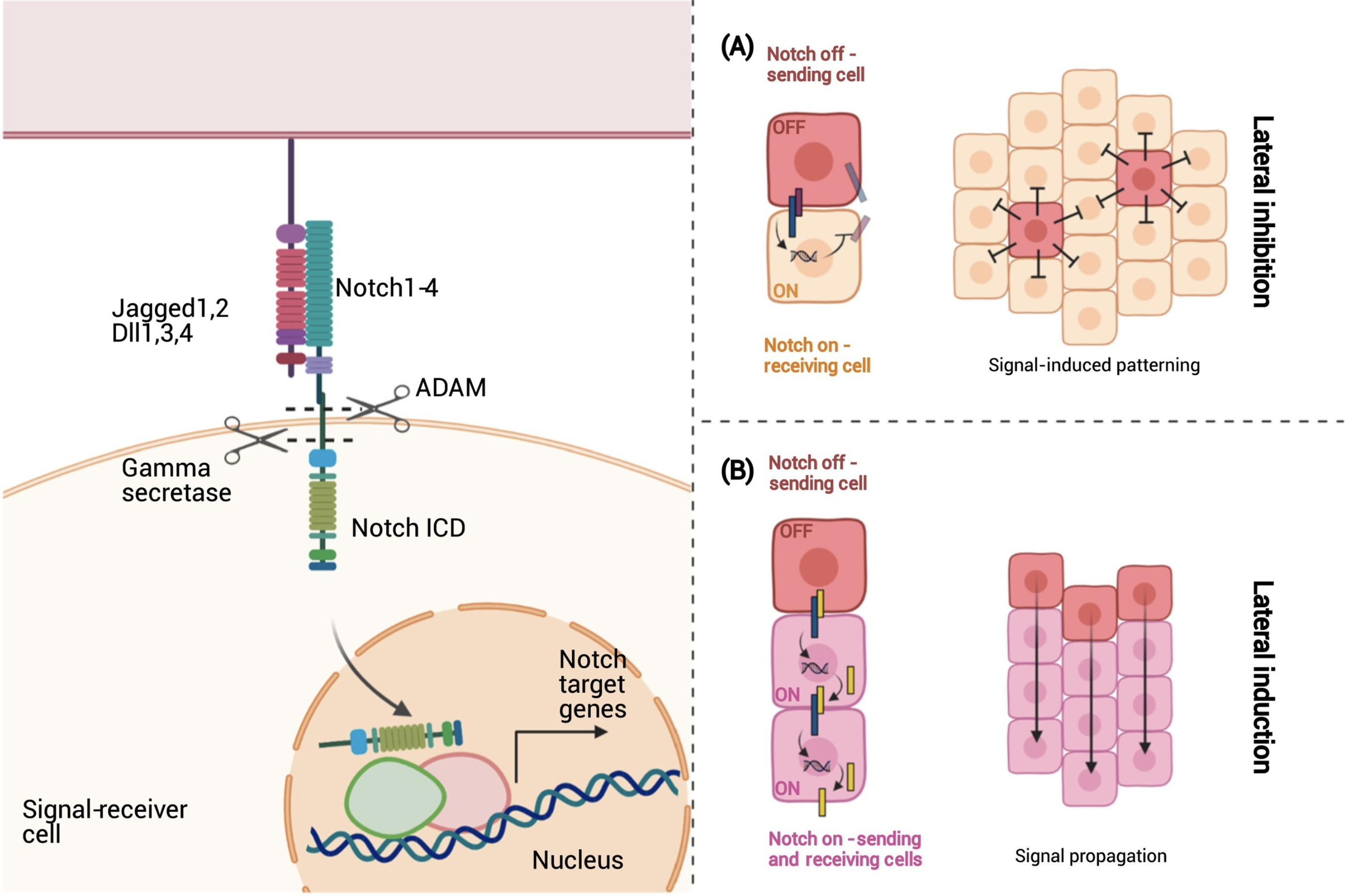
Notch-signalering en de processen van laterale inhibitie en laterale inductie. De zendercel (bovenin; rose) presenteert een ligand (DII of Jag) en interageert met de Notch-receptor van de ontvangercel (onderin; lichtoranje). Deze wordt net boven het membraan in het Notch intracellulaire domein (NICD) door enzymen geklieft. Het intracellulaire gedeelte associeert zich met het DNA in de nucleus om daar de transcriptie van de bestemde genen te moduleren. (A) De ontvangercel (lichtoranje) ontvangt een inhiberend signaal van een naburige zendercel (rose). Dit betekent dat de notch-liganden aan het celoppervlak van de ontvangercel verminderen of verdwijnen en deze cel dus niet meer kan zenden. Het signaal breidt zich niet verder uit. Deze vorm van laterale signalering is belangrijk in patroonvorming. (B) Bij laterale inductie reguleren de cellen die het signaal ontvangen de upregulatie van de ligand bij de eigen en naburige cellen en deze kunnen dus zowel verzenden als ontvangen, waarbij het signaal door cellagen wordt verspreid. Dit proces draagt bij aan de homeostase van weefsels.

De meeste reactiepaden worden ingezet met een transmembraan receptor die een in het extracellulaire plasma verspreide ligand bindt. Bij Notch-signalering daarentegen zijn zowel de Notch-receptoren als de Notch-liganden transmembraaneiwitten. Om elkaar te kunnen binden moeten de cellen zich daarom dicht bij elkaar bevinden. De cel met de Notch-ligand wordt de zender genoemd terwijl de cel met de Notch-receptor de ontvanger wordt genoemd. Zodra de Notch-receptor bindt aan de Notch-ligand, wordt de ligand met door clathrine gestuurde endocytose opgenomen in de zendercel. Dit produceert een mechanische trekkracht ten aanzien van de Notch-receptor waardoor een bepaald deel van het transmembraaneiwit dat door het membraan bedekt was, blootgesteld wordt aan enzymen. Deze klieven de receptor waarna het intracellulaire deel geïnternaliseerd wordt en als initiator van de signaaltransductie dienst doet door zich, samen met andere factoren, aan het DNA in de nucleus te binden. Dit resulteert in de activering of juist de onderdrukking van transcriptie van de doel-genen al naargelang het reactiepad dat genomen is. Tegelijkertijd wordt het extracellulaire deel van de Notch-receptor samen met de daaraan gebonden Notch-ligand door endocytose opgenomen in de zendercel.
Hoewel het hierboven beschreven standaard activeringsproces in gang gezet wordt door trans-activatie bestaat er ook een cis-inhibitie waarbij zowel de ligand als de receptor op hetzelfde celoppervlak elkaar inhiberen.

## Structuur
De Notch receptor en -ligand bestaan uit repetities van EGF-achtige en LNR-Notch-specifieke sequenties in het extracellulaire domein. Deze repetities vormen het Notch extracellulaire domein (NECD) van de receptor alsook het extracellulaire deel van de ligand. De extracellulaire domeinen van zowel de receptor als de ligand zijn de delen van de twee transmembraaneiwitten die zich aan elkaar hechten, alvorens door middel van endocytose te worden opgenomen in de zendercel. Het intracellulaire deel van de Notch receptor (NICD) dat zich, na gekliefd te zijn, bindt aan het DNA, bestaat uit tandemherhalingen van ankyrine die tot de meest voorkomende structurele motieven behoren in bekende eiwitten die interacties met elkaar ondergaan.

## Morfogenese en patroonvorming

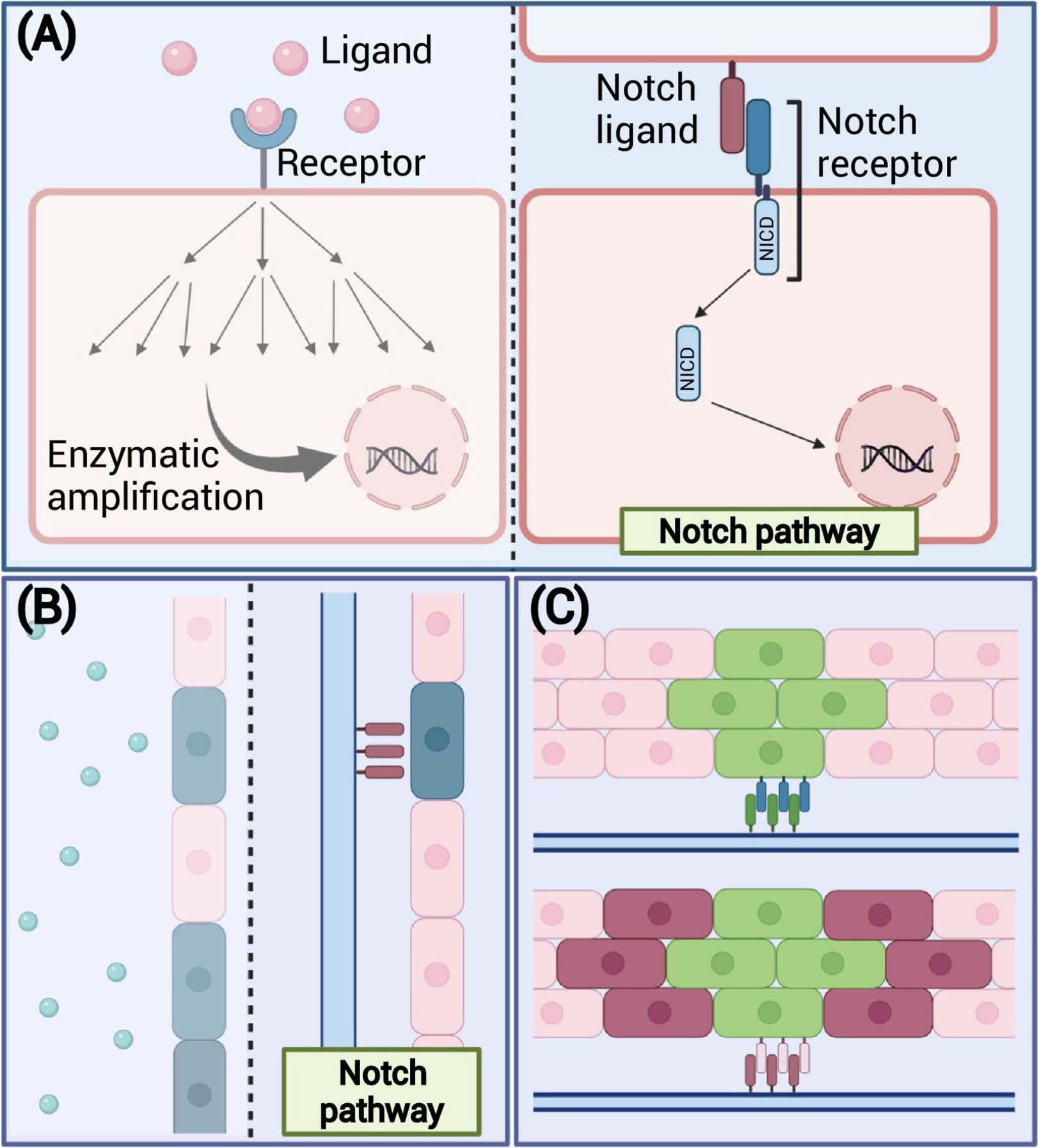
(A) In tegenstelling tot veel signaalroutes (links) kan de intensiteit van het Notch-signaal worden beheerst door het aantal receptor-ligand-interacties te regelen. (B) Omdat interactie afhankelijk is van contact biedt Notch-signalering lokale precisie voor het bepalen van de bestemming van de cel. (C) Door gebruik te maken van dezelfde principes kan er een verscheidenheid aan reacties van de cellen worden verkregen doordat er verschillende Notch-receptoren/liganden zijn die in verschillende weefsels actief zijn. Afkorting: NICD, Notch intracellulair domein.

Notch-signalering speelt een belangrijke rol in differentiatie, migratie en morfogenese gedurende de embryonale ontwikkeling. Omdat de cellen met liganden en receptoren in contact met elkaar moeten staan, biedt Notch lokale precisie in het bepalen van de bestemming van de cel. Dit in tegenstelling tot de receptoren/liganden met vrij diffunderende liganden, waar de precisie dan ook lager ligt.

### Laterale inhibitie en inductie
Behalve de controle over intracellulaire processen, kan het Notch-signaal worden verwerkt en doorgegeven aan naburige cellen. Dit kan verlopen zowel via positieve als via negatieve feedbacklussen die de expressie van de ligand respectievelijk induceren of onderdrukken in de ontvangende cel. De ontvangende cel, die Notch-receptoren draagt, kan namelijk ook meer of minder liganden aan haar oppervlak dragen. Dit kan bepalend zijn voor de mate waarin deze zelfde cel als zender optreedt naar naburige cellen. Een eerste 'geactiveerde' cel kan dus gestimuleerd of geïnhibeerd worden om het signaal door te geven aan naburige cellen. Deze processen worden respectievelijk laterale inductie en laterale inhibitie genoemd. Welk van deze twee processen op een zeker moment in een bepaald weefsel prominent is, hangt af van de naburige weefsels en/of cellen. Ze regelen homeostase en staan aan de basis van morfogenese in het algemeen en patroonvorming in het bijzonder.

## Evolutie
Het Notch reactiepad is goed bewaard gebleven gedurende de evolutie en toch zijn er veel verschillende receptoren en liganden. Drosophila bijvoorbeeld heeft één Notch-receptor en twee Notch-liganden. Zoogdieren hebben vier Notch-receptoren en vijf Notch-liganden waarvan twee 'Serrate' bestaand uit Jag1 en Jag2. Daardoor zijn er enorm veel combinaties mogelijk alsook vele uitkomsten van de receptor-ligand binding.
Met de opkomst van meercellige organismen moeten cellen kunnen communiceren, ten opzichte van elkaar kunnen migreren en zich organiseren. Ondanks de enorme verscheidenheid aan celtypen, patronen en weefsels, bestaan er minder dan 20 verschillende signaaltransductie-reactiepaden. Van deze laatste zijn er zeven die belangrijk zijn gedurende de ontwikkeling van dieren: Hedgehog; Receptor tyrosinekinase (RTK); JAK-STAT; Wnt; Transformerende groeifactor β (TGF-β); kernreceptor en Notch. Deze routes worden tijdens de ontwikkeling van verschillende dieren gebruikt voor het vaststellen van celpolariteit en lichaamsassen, voor patroonvorming en morfogenese. Al deze routes hebben gemeen dat ze werken via regulatie van de transcriptie van specifieke doel-genen die onder controle staan van signaal-afhankelijke transcriptiefactoren.
Notch reactiepad is een synapomorfie van de Metazoa en is daarmee een erg oude signalering die van de gemeenschappelijke voorouder van de dieren geërfd werd. Ze is opgebouwd uit de proteïnen die deel uitmaakten van organismen die evolutionair gezien voorafgingen aan de Metazoa. Deze eiwitten integreerden met steeds nieuwere eiwitten die zich ontwikkelden gedurende de voortgaande evolutie van Metazoa.